# Argodadi
Argodadi is een bestuurslaag in het regentschap Bantul van de provincie Jogjakarta, Indonesië. Argodadi telt 10.445 inwoners (volkstelling 2010).